# Synagogue de Clouange
La synagogue de Clouange est une synagogue située dans la commune française de Clouange dans le département de la Moselle dans le Grand Est.
Elle a été construite en 1960. La synagogue de la rue Jean Burger est utilisée comme centre de jeunesse depuis plusieurs années. 